# Phil Walker-Harding
Phil Walker-Harding (Sydney) is een Australische ontwerper van designer games. Sinds 2007 geeft hij zijn spellen uit via zijn eenmanszaak Adventureland Games.

## Beknopte ludografie
- Archaeology (2007)
- Cannonball Colony (2008)
- Caption if You Can! (2009)
- Flicochet (2010)
- Dungeon Raiders (2011)
- Sushi Go! (2013)
- The Lone Ranger: Shuffling the Deck Card Game (2013)
- Cacao (2015)
- Imhotep (2016)
- Sushi Go Party (2016)
- Bärenpark (2017)